# Meris alticola
Meris alticola là một loài bướm đêm trong họ Geometridae.